# Anton Tscharre

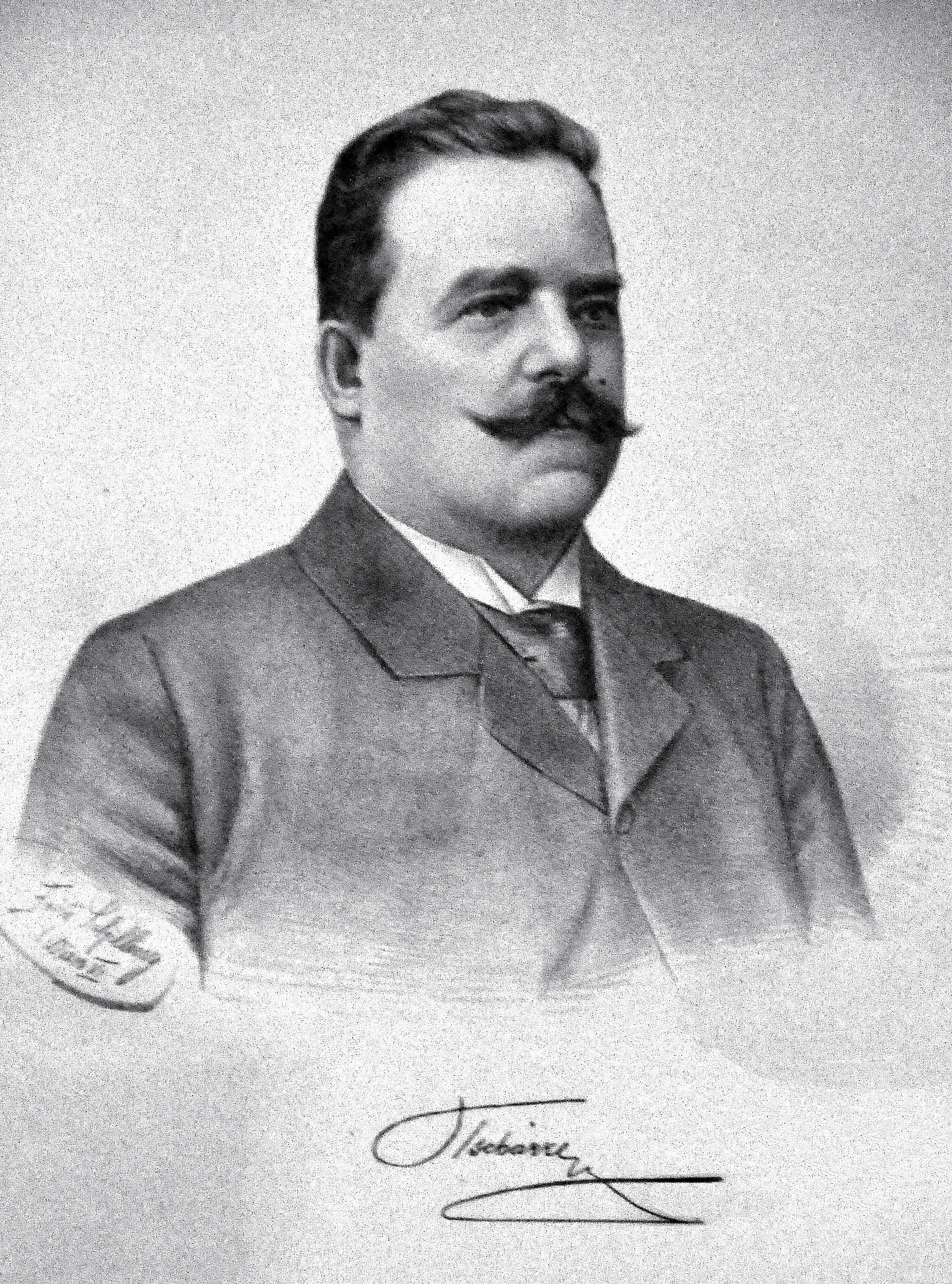
Anton Tscharre um 1900

Anton Tscharre (* 12. September 1849 in Pokeritsch, Gemeinde Hörtendorf (heute Stadt Klagenfurt); † 26. Juni 1905 ebenda) war Gutsbesitzer und Abgeordneter zum Österreichischen Abgeordnetenhaus.

## Leben
Anton Tscharre war Sohn des Land- und Gastwirts Josef Tscharre († 1875). Er besuchte von 1861 bis 1865 ein Untergymnasium und eine Ackerbauschule in Klagenfurt. Er arbeitete zunächst in einer Gutsverwaltung in der Steiermark, danach als Weinhändler in Graz. Ab 1889 war er Gutsbesitzer und Gastwirt im Paukerhof in Pokeritsch.
Er war ab 1890 Mitglied des Zentralausschusses, ab 1898 Vizepräsident und von 1900 bis 1905 Präsident der Kärntner Landwirtschaftsgesellschaft. Im Jahr 1901 war er auch Mitgründer und Mitglied des Vorstands und ab 1904 Verbandsanwalts-Stellvertreter des Landesverbands der landwirtschaftlichen Genossenschaften in Kärnten.
Er war römisch-katholisch und ab 1872 verheiratet mit Maria Pärr, verwitwete Munter († 1888), mit der er aber keine Kinder hatte.

## Politische Funktionen
Anton Tscharre war vom 31. Januar 1901 bis zu seinem Tod am 26. Juni 1905 Abgeordneter des Abgeordnetenhauses im Reichsrat (X. Legislaturperiode), Kronland Kärnten, Kurie Landgemeinden 1, Regionen Klagenfurt, Feldkirchen, Völkermarkt, Kappel, Bleiburg, Eberndorf.

## Klubmitgliedschaften
Anton Tscharre war Mitglied im Verband der Deutschen Volkspartei und ab dem 11. April 1905 ihr Obmann-Stellvertreter.